# Bahnstrecke Silverhöjden–Mossgruvan
| Streckenlänge: | 12,5 km                                                                              |                                          |                                          |
| Spurweite: | 1435 mm (Normalspur)                                                                 |                                          |                                          |
| Stromsystem: | Silverhöjden–Kisstjärnsbäcken–Vinteråsen Kisstjärnsbäcken–Bastkärn 15 kV 16 2/3 Hz ~ |                                          |                                          |
| |                                                                                      |                                          |                                          |
| \| \| \| von Grängesberg \| \| \| \| 0,0 \| Silverhöjden \| Silverhöjden \| \| \| \| nach Ställdalen \| \| \| \| 1,5 \| Backgruvan (ab 1947 Bastkärn) \| Backgruvan (ab 1947 Bastkärn) \| \| \| \| \| \| \| \| 2,6 0,0 \| Kisstjärnsbäcken \| Kisstjärnsbäcken \| \| \| \| Kisstjärn \| \| \| \| 3,0 \| Mossgruvan \| Mossgruvan \| \| \| \| \| \| \| \| 8,0 0,0 \| Högfors bruk (Segerfors bzw. Vinteråsen) \| Högfors bruk (Segerfors bzw. Vinteråsen) \| \| \| \| \| \| \| Quellen: [1] \| \| \| \| |                                                                                      |                                          |                                          |
| Strecke |                                                                                      | von Grängesberg                          | von Grängesberg                          |
| ehemaliger Bahnhof | 0,0                                                                                  | Silverhöjden                             | Silverhöjden                             |
| Abzweig ehemals geradeaus und nach rechts |                                                                                      | nach Ställdalen                          | nach Ställdalen                          |
| Strecke (außer Betrieb) · Betriebs-/Güterbahnhof Streckenanfang (Strecke außer Betrieb) | 1,5                                                                                  | Backgruvan (ab 1947 Bastkärn)            | Backgruvan (ab 1947 Bastkärn)            |
| Abzweig geradeaus und von links (Strecke außer Betrieb) · Strecke nach rechts (außer Betrieb) |                                                                                      |                                          |                                          |
| Dienststation / Betriebs- oder Güterbahnhof (Strecke außer Betrieb) | 2,6 0,0                                                                              | Kisstjärnsbäcken                         | Kisstjärnsbäcken                         |
| Blockstelle (Strecke außer Betrieb) |                                                                                      | Kisstjärn                                | Kisstjärn                                |
| Strecke (außer Betrieb) · Betriebs-/Güterbahnhof Streckenanfang (Strecke außer Betrieb) | 3,0                                                                                  | Mossgruvan                               | Mossgruvan                               |
| Abzweig geradeaus und von links (Strecke außer Betrieb) · Strecke nach rechts (außer Betrieb) |                                                                                      |                                          |                                          |
| Kopfbahnhof Streckenende (Strecke außer Betrieb) | 8,0 0,0                                                                              | Högfors bruk (Segerfors bzw. Vinteråsen) | Högfors bruk (Segerfors bzw. Vinteråsen) |
| |                                                                                      |                                          |                                          |
| Quellen: |                                                                                      |                                          |                                          |

Die Bahnstrecke Silverhöjden–Mossgruvan war eine normalspurige schwedische Eisenbahnstrecke.

## Högfors Järnväg
In den Jahren 1902 bis 1903 wurde die Bahnstrecke von Silverhöjden nach Högfors bruk erbaut. Von der dazwischen liegenden Station Kisstjärnsbäcken zweigte eine Strecke zur Bastkärnsgruvan ab. Die Strecke diente hauptsächlich dem Güterverkehr, der in Silverhöjden auf die Bahnstrecke Frövi–Ludvika der Frövi–Ludvika Järnväg (FLJ) überging.
Der Verkehr wurde 1903 mit einer neu beschafften Dampflokomotive eröffnet. Danach wurde nur noch eine Lokomotive von der Gesellschaft gekauft.

## Fahrzeuge
| Nummer | Name    | Bauart    | Achsfolge | Hersteller                      | Fabr.-Nr./ Baujahr | Besonderes |
| ------ | ------- | --------- | --------- | ------------------------------- | ------------------ | --- |
| 1      | HÖGFORS | Tenderlok | C         | Manning, Wardle & Co, England   | 1546/ 1902         | 1917 an Näs–Horndals Järnväg, dort Nummer 5.                                                                              |
|        |         | Tenderlok |           | Sharp, Stewart & Co, Manchester | 2376/ 1874         | 1913 gebraucht als Nr. 9 von Frövi–Ludvika Järnväg (FLJ), 1919 an Näs–Horndals Järnväg, dort Nummer 3, ausgemustert 1930. |

## Silverhöjden–Mossgruvans transportaktiebolag
Die Silverhöjden–Mossgruvans transportaktiebolag wurde 1918 mit dem Ziel gegründet, die acht Kilometer lange Strecke der Högfors järnväg einschließlich der Nebenstrecke zur Bastkärnsgruvan zu erwerben. Einer der größten Gesellschafter der neuen Aktiengesellschaft war die Trafikaktiebolaget Grängesberg–Oxelösund (TGO), die für 150.000 Kronen Aktien zeichnete.
Nach dem Erwerb der bisherigen Bahnanlagen im Jahre 1919 wurde im gleichen Jahr die drei Kilometer lange Nebenstrecke zur Mossgruvan gebaut - die Strecke wurde Silverhöjden–Mossgruvans Järnväg genannt. Ab diesem Zeitpunkt wurde der Betrieb auf der Strecke an die Frövi–Ludvika Järnväg (FLJ) übertragen, die später in die Trafikaktiebolaget Grängesberg–Oxelösunds Järnvägar (TGOJ) überging.
1925 kaufte die Oxelösund–Flen Västmanlands Järnväg Aktien der Silverhöjden - Mossgruvans transportaktiebolag, wodurch der TGOJ indirekt vier Fünftel der Gesellschaft gehörten.

## Betriebsstellen
- Silverhöjden: Abzweigbahnhof von der Strecke Ludvika–Vanneboda. Die Station hieß bis 1908 Hörk. 1960 wurde eine Verladerampe errichtet, so dass das Eisenerz direkt vom Lastwagen in die Güterwagen gekippt werden konnte.
- Backgruvan (ab 1947 Bastkärn): Ladeplatz mit zwei Gleisen und Umfahrmöglichkeit. Die Erzverladung erfolgte mit Hilfe eines Förderbandsystems.
- Kisstjärnsbäcken: Abzweigstelle mit Umfahrmöglichkeit.
- Kisstjärn: Ladestelle auf freier Strecke. Die Ladestelle lag hinter der letzten Weiche der Abzweigstelle Kisstjärnsbäcken. Dort wurden die leeren Erzwagen vom Güterzug aus Högfors vor der Weiterfahrt nach Silverhöjden auf der Strecke abgestellt. Die beladenen Wagen - Wismuterz aus der Långblågruvan und Eisenerz aus der Sortieranlage der Fäbohöjdsgruvan - wurden dann vom örtlichen Personal mit Hilfe der Handbremse nach Kisstjärnsbäcken abgerollt.
- Högfors bruk, ab 15. Januar 1920 Segerfors und ab 1. Juni 1922 Vinteråsen: Betriebsmittelpunkt der Högfors Järnväg und der Silverhöjden–Mossgruvans Järnväg. Hier stand der Lokschuppen für zwei kleinere Dampflokomotiven, es waren eine Drehscheibe, ein Wasserkran und weitere Lokbehandlungsanlagen vorhanden. Der Bahnhof war für den kompletten Betriebsablauf auf der Strecke zuständig. Zudem war eine Gießerei angeschlossen, die jedoch 1955 abbrannte. Diese wurde nicht wieder aufgebaut. Das Erz zu dieser Gießerei kam früher größtenteils von der Sköttgruvan und wurde mit einer Seilbahn transportiert. Danach, bis zur ersten Streckeneinstellung, wurde das Erz auch per Lastwagen angeliefert und hier auf die Bahn umgeladen.
- Mossgruvan: Ladeplatz mit Umfahrmöglichkeit. Aus der Mossgruvan wurde manganhaltiges Eisenerz verladen.

## Stilllegung, Wiederaufbau und erneute Stilllegung
1935 wurde der Verkehr zwischen Vinteråsen und Mossgruvan sowie zwischen Kisstjärnsbäcken und Backgruvan nach dem Ende der Erzförderung eingestellt. Beide Streckenteile wurden abgebaut. 1936 endete mit dem Verkauf der Reststrecke zwischen Silverhöjden und Vinteråsen an die TGOJ die Geschichte der Silverhöjden - Mossgruvans transportaktiebolag.
Während des Zweiten Weltkrieges wurde die Erzförderung in der Backgruvan wieder aufgenommen. Da die Bahnstrecke abgebaut war, wurde das Eisenerz mit einer Seilbahn nach Silverhöjden transportiert. Nach weiterer Zunahme der Erzförderung beschloss die TGOJ, die Strecke neu auf dem alten Bahndamm zu verlegen. Ab Juni 1949 verkehrten wieder Erzzüge auf der Strecke von Bastkärn nach Silverhöjden. Da die TGOJ ihre Hauptstrecke zwischen Grängesberg und Frövi 1956 elektrifizierte, wurde auch die Nebenstrecke nach Vinteråsen und Bastkärn mit Oberleitung versehen.
Der letzte Zug von Vinteråsen nach Kisstjärnsbäcken fuhr im September 1961, 1962 wurden die Gleise dieses Abschnittes abgebaut. Zwischen Bastkärn, Kisstjärnsbäcken und Silverhöjden fuhren noch bis September 1979 Güterzüge. Offiziell wurde der Ladeplatz Bastkärn am 16. Juni 1980 stillgelegt, die Gleise bis 1987 entfernt.

## Reisezugverkehr
Högfors war der einzige Bahnhof mit Reisezugverkehr. Dazu stand ein Personenwagen der Klasse CG zur Verfügung. Die Högfors Järnväg fuhr von der Betriebsaufnahme bis 1918 täglich zwei Zugpaare. Ab 1919 verkehrte das Personenzugpaar nur noch einmal. Zuerst wurde ein alter Personenwagen mit Holzbänken verwendet, später ein Wagen der Klasse F4. Der Zuglauf, in dem auch Stückgut befördert wurde, befuhr die Strecke Kopparberg–Högfors (bzw. Segerfors / Vinteråsen) und zurück. Für das Stückgut lief normalerweise ein Wagen der Klasse F, F1 oder Gm zwischen Kopparberg und Mossgruvan.